# Rijkspresident

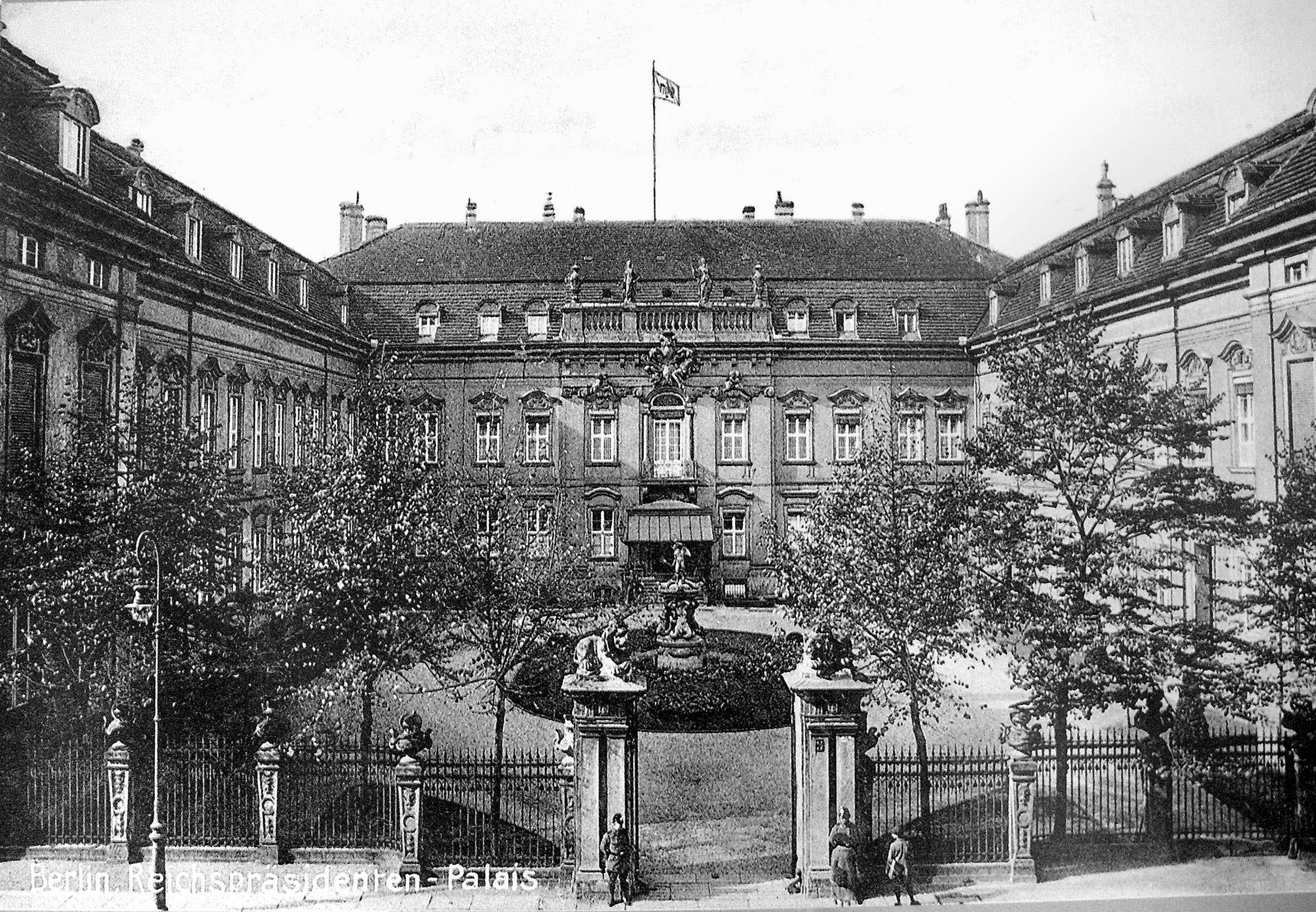
Rijkspresidentenpaleis op de Wilhelmstraße in Berlijn.

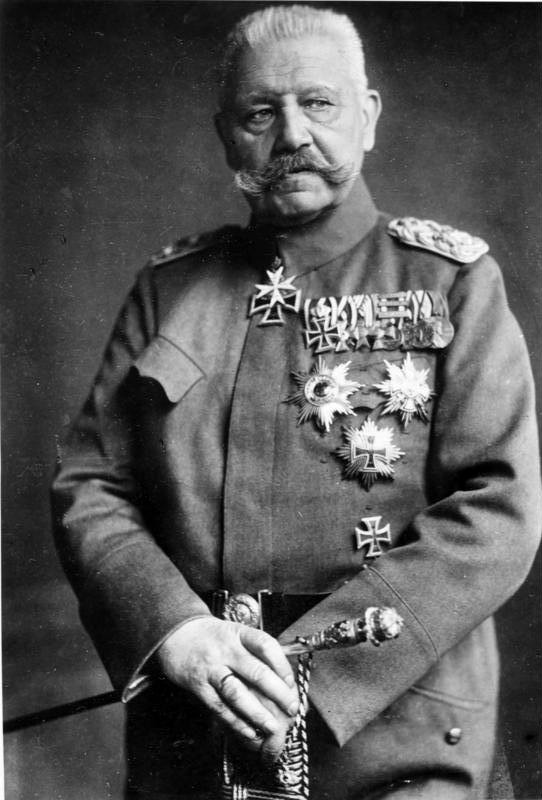
De tweede rijkspresident, Paul von Hindenburg

De rijkspresident (Duits: Reichspräsident) was het staatshoofd van Duitsland tijdens de Weimarrepubliek (1919-1933/1934). De benaming gold tot 1945 maar bleef tijdens de periode van nazi-Duitsland grotendeels op de achtergrond.
De functie van rijkspresident als gekozen staatshoofd werd ingesteld nadat het aristocratische Duitse keizerrijk aan het eind van de Eerste Wereldoorlog in 1918 werd vervangen door een republiek waarbij ook het laatste erfelijke staatshoofd keizer Wilhelm II werd afgezet. Voortaan zou een democratisch gekozen rijkspresident het staatshoofd van Duitsland zijn.
Volgens de Grondwet van Weimar werd de rijkspresident voor zeven jaar door het volk gekozen en was zonder beperking herkiesbaar. Hij benoemde de regering en het hoofd daarvan (de rijkskanselier), kon het parlement laten ontbinden en via nooddecreten bijzondere maatregelingen treffen. Het parlement echter had het recht om de regering te laten vallen, de rijkspresident via een referendum af te zetten en de nooddecreten ongedaan te maken. Omdat in het parlement maar zelden een absolute meerderheid voor een stabiele regering tot stand kwam was de feitelijke rol van de rijkspresident veel groter dan bedoeld.
De eerste rijkspresident, Friedrich Ebert werd in februari 1919 nog door de Nationale Vergadering van Weimar gekozen, dus vóór het in kracht treden van de grondwet in augustus van dat jaar. In 1922 heeft de Rijksdag, het Duitse parlement, Eberts ambtstermijn met drie jaar verlengd. Ebert stierf in februari 1925 kort voor uitlopen van die tijd.
In 1925 kwam het tot de eerste verkiezing, zoals die door de grondwet was bedoeld: rechtstreeks door het volk voor zeven jaar. In de tweede stemronde won de partijloze Paul von Hindenburg, een voormalige generaal uit de Eerste Wereldoorlog, van Wilhelm Marx, de kandidaat van de centrumlinkse partijen. Hindenburg werd herkozen in maart/april 1932 tegen de kandidaat van de nationaalsocialisten, Adolf Hitler.
Toen Hindenburg op 2 augustus 1934 overleed, was Hitler al sinds januari 1933 kanselier en had van Duitsland een dictatuur gemaakt. Omdat hij geen verkiezingen voor een nieuwe rijkspresident wilde nam hij de bevoegdheden van de rijkspresident over en voegde die bij zijn eigen bevoegdheden als kanselier. Ook eiste hij het salaris van de rijkspresident op. Vanaf toen liet hij zich Führer en rijkskanselier noemen. Na Hitlers zelfmoord op 30 april 1945 werden beide ambten weer gescheiden en werd het ambt van rijkspresident door Karl Dönitz uitgeoefend, die op 23 mei - dus na de capitulatie van 8 mei - door de Britten werd gearresteerd.
Van de vier rijkspresidenten die Duitsland telden overleden er drie in functie en werd de vierde door de geallieerden afgezet. Geen enkele is afgetreden en heeft op de wijze zoals in de grondwet voorzien het ambt aan een opvolger overgedragen.
In de Bondsrepubliek Duitsland heeft de bondspresident aanzienlijk minder macht dan de vroegere rijkspresident.
| # | Afbeelding | Naam (Geboren-Overleden)                            | Begin van de termijn | Einde van de termijn                                                                                               | Partij     |
| - | ---------- | --------------------------------------------------- | -------------------- | --- | ---------- |
| 1 |            | Friedrich Ebert (1871-1925)                         | 11 februari 1919     | 28 februari 1925 (overleed in functie)                                                                             | SPD        |
| 2 |            | Paul von Hindenburg (1847-1934)                     | 12 mei 1925          | 2 augustus 1934 (overleed in functie)                                                                              | Partijloos |
| 3 |            | Adolf Hitler (1889-1945) (Führer en rijkskanselier) | 2 augustus 1934      | 30 april 1945 (zelfmoord)                                                                                          | NSDAP      |
| 4 |            | Karl Dönitz (1891-1980)                             | 30 april 1945        | 8 mei 1945 (capitulatie, einde Duitse staat als rechtssubject, ambt officieel opgeheven), 23 mei 1945 (arrestatie) | NSDAP      |

## Standaard

1919–1921
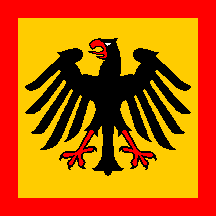
1921–1926
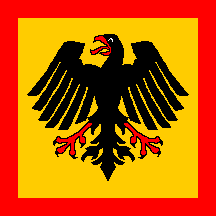
1926–1933
1933–1934
1934–1945
30 april 1945–23 mei 1945